# Niš
Niš (serbisk kyrilliska: Ниш; grekiska: Naissos; latin: Naissus; tyska: Nisch) är en stad vid floden Nišava i östra Serbien. Folkmängden uppgick till 260 237 invånare 2011, varav själva centralorten hade 183 164 invånare. Den har antika anor och dess forna namn var Naissus. Den romerske kejsaren Konstantin den store föddes här år 272. År 2013 var staden värd för firandet av 1700-års Konstantins ediktet i Milano.
Staden är belägen mitt på Balkanhalvön längs med de viktiga motorvägarna på E75 och E80. Korsningen av europavägarna E75 och E80 förbinder staden med Asien och Västeuropa. Niš flygplats Konstantin den store (Aerodrom Konstantin Veliki, döpt efter Konstantin den store) är stadens internationella flygplats med destinationskoden INI.
Niš är en av Serbiens universitetsstäder med omkring 28 000 studenter vid Niš-universitet. Niš är också en av de viktigaste industristäderna i Serbien och här finns elektronisk industri, mekanisk industri, textilindustri och tobaksindustri.
Niš är en av de äldsta städerna på Balkan och har från forntiden betraktats som en port mellan öst och väst. Under den tyska ockupationen av Serbien under andra världskriget placerades det första koncentrationslägret i Jugoslavien i staden. År 1942 lyckades en gerillagrupp från Titos motståndsrörelse fly därifrån. Rymningen är filmatiserad i Miomir Stamenkovics film Lager Nis från 1987.

## Bilder

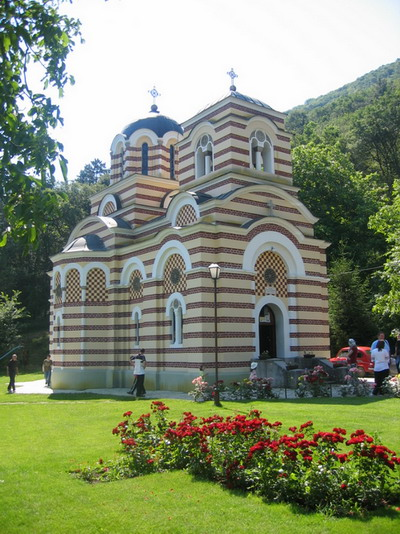
Ortodox kyrka.
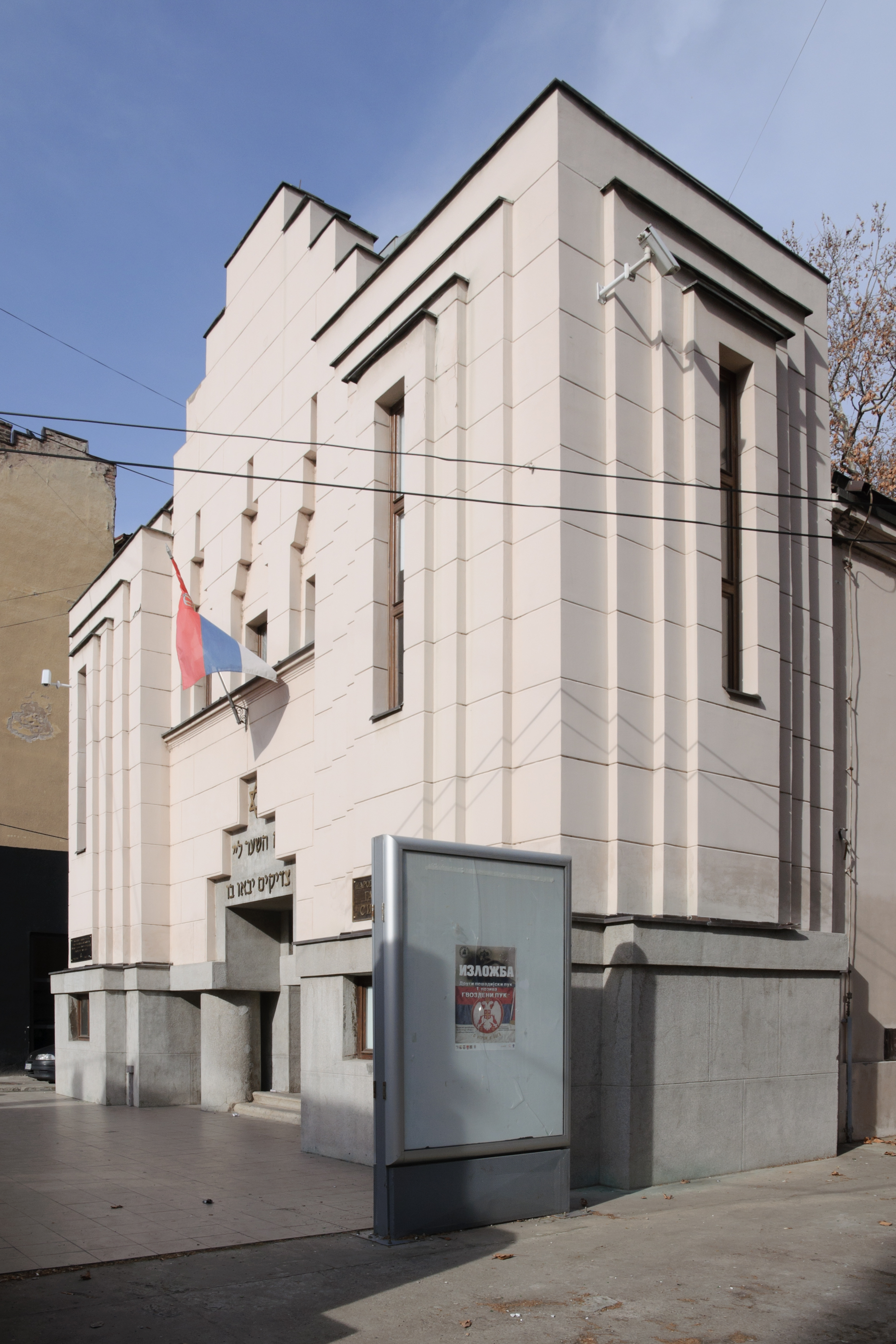
Synagoga.
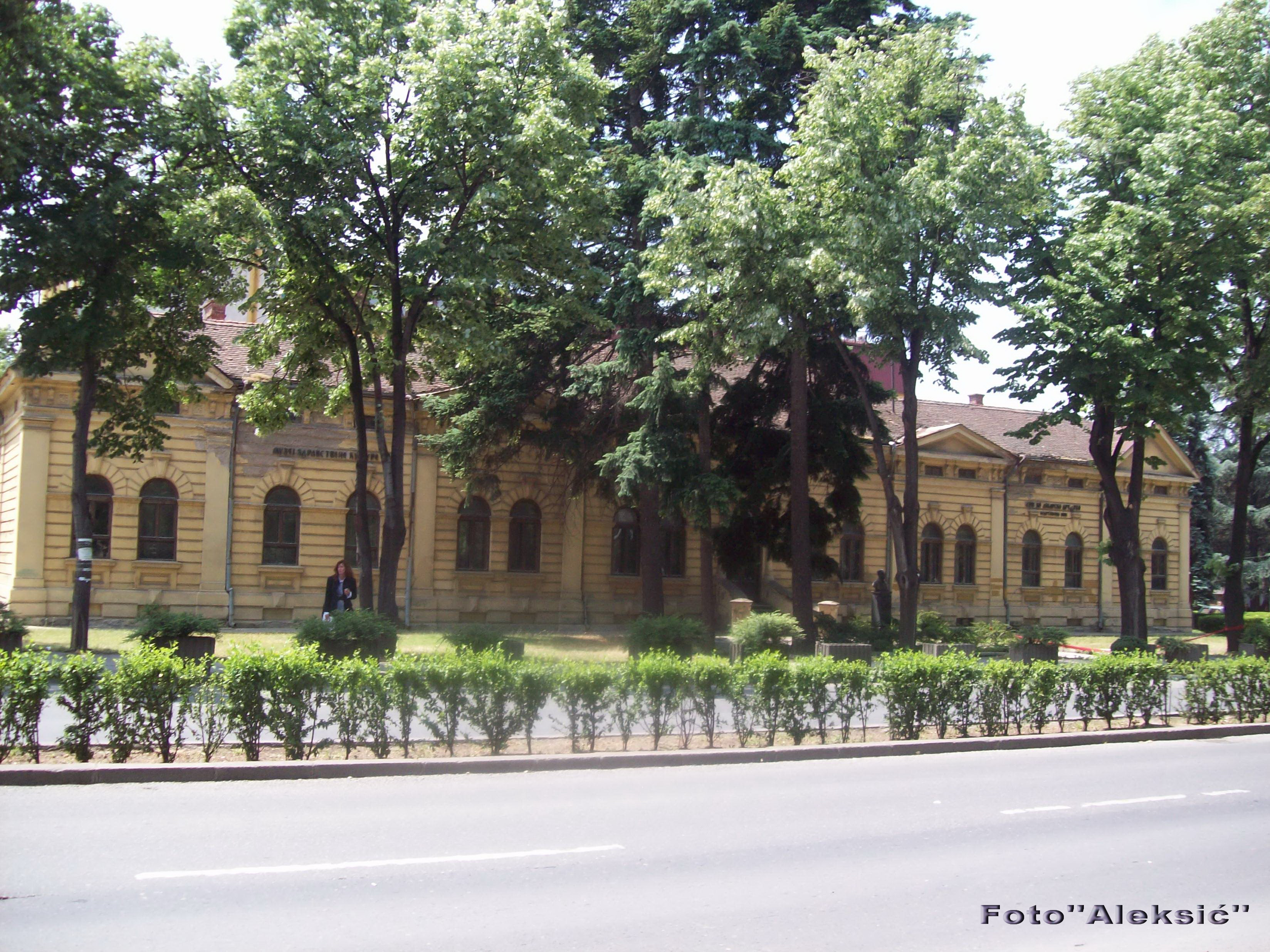
Museum.
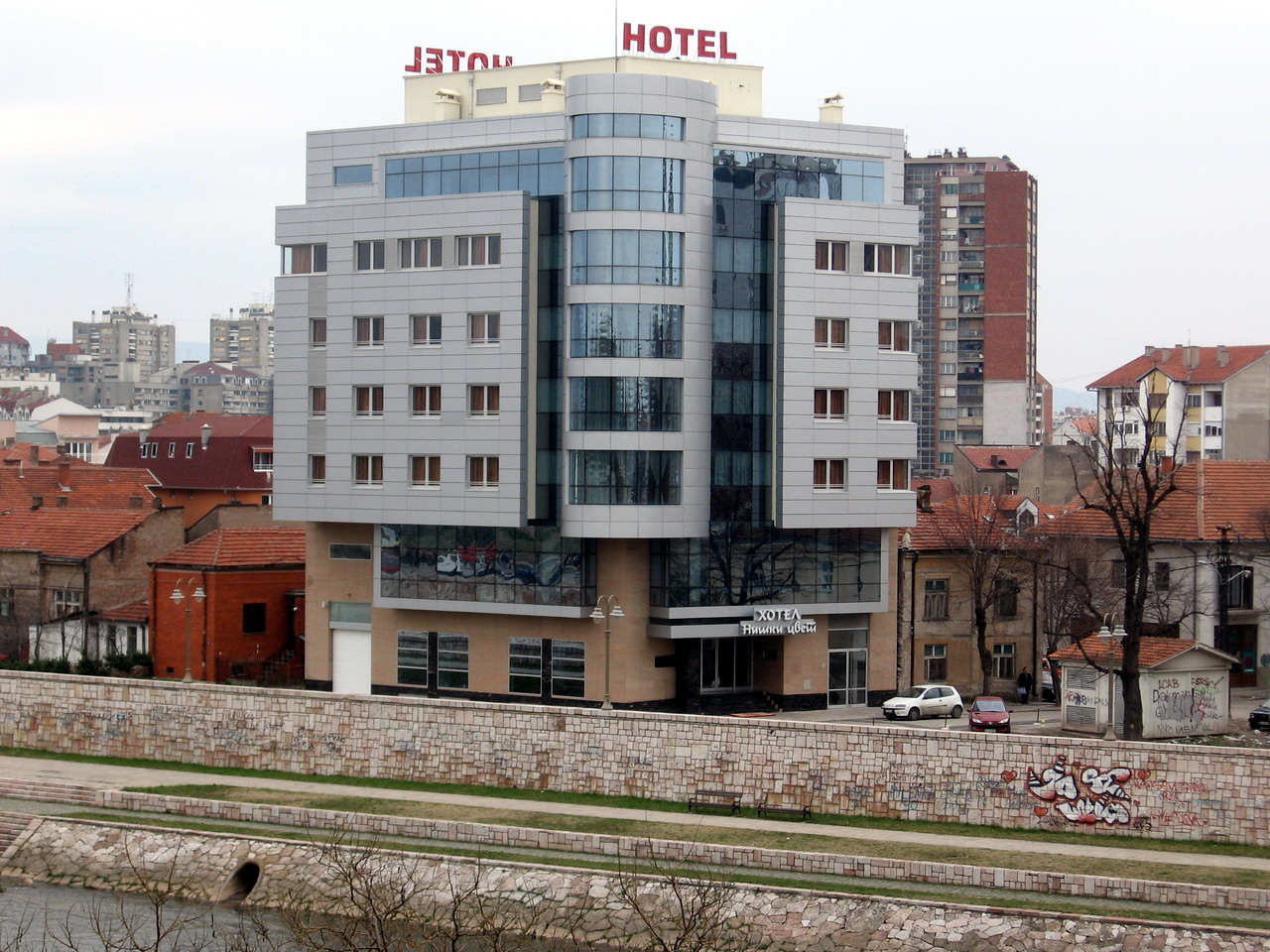
Hotellet Niski Cvet.